# هيدروجيناز

هيدروجيناز هو أنزيم يحفز تفاعل أكسدة-اختزال للهيدروجين الجزيئي كما يظهر التفاعل العام التالي:
{\displaystyle \mathrm {H_{2}\rightleftarrows 2\ H^{+}+2\ e^{-}} }
في تفاعل الأكسدة يعطي جزيء الهيدروجين بروتونين اثنين بالإضافة إلى إلكترونين اثنين. ويمكن أن يسمّى التفاعل حينئذ بتفاعل اكتساب الهيدروجين، حيث يجري في الوقت نفسه تفاعل اختزال لمستقبل إلكتروني مثل الأكسجين والنترات والكبريتات وثنائي أكسيد الكربون والفومارات. بالمقابل، فإن تفاعل الاختزال الذي يحفزه الهيدروجيناز، هو اختزال البروتون، والذي يرافقه في الوقت نفسه أكسدة لمانح إلكتروني.
إن البروتينات منخفضة الوزن الجزيئي مثل الفيرودوكسين والسيتوكروم من النمط c3 و c6 تتصرف كمواد فيزيزلوجية مانحة أو مستقبلة للإلكترونات بالنسبة للهيدروجيناز.
استعمل مصطلح هيدروجيناز أول مرة الباحثان مارجوري ستيفنسون Marjory Stephenson و ليونارد هوبرت ستيكلاند Leonard Hubert Stickland وذلك عام 1931.

## المبدأ
| H2 + Aox → 2 H+ + Ared | \| \| \| \| \| \| \| \| | (1 ) |
|                        |                         |      |
|                        |                         |      |

| 2 H+ + Dred → H2 + Dox | \| \| \| \| \| \| \| \| | (2 ) |
|                        |                         |      |
|                        |                         |      |

ترتبط أكسدة الهيدروجين (1) باختزال مستقبلات الإلكترون مثل الأكسجين والنيترات وأيون الحديديك والكبريتات وثنائي أكسيد الكربون والفومارات. من ناحية أخرى، يرتبط اختزال البروتون (2) بأكسدة مانحي الإلكترون مثل الفيريدوكسين (FNR)، حيث يسهم في التخلص من الإلكترونات الزائدة داخل الخلايا، وهو أمر ضروري في عملية تخمير البيروفات.

## التصنيف الهيكلي
يعتقد بأن 99% من جميع الكائنات الحية تستخدم الهيدروجين (H₂). و معظم الكائنات الممثلة للهيدروجين هي ميكروبات، وتستمد قدرتها على استخدام H₂ كمستقلب من خلال تحفيز تلك التفاعلات عن طريق إنزيمات معدنية تُعرف باسم الهيدروجينازات. يتم تصنيف أنزيمات الهيدروجينازات إلى ثلاثة أنواع رئيسية وفقًا لنوع المعدن الموجود في موقعها النشط: هيدروجيناز النيكل-الحديد، وهيدروجيناز الحديد-الحديد، وهيدروجيناز الحديد.

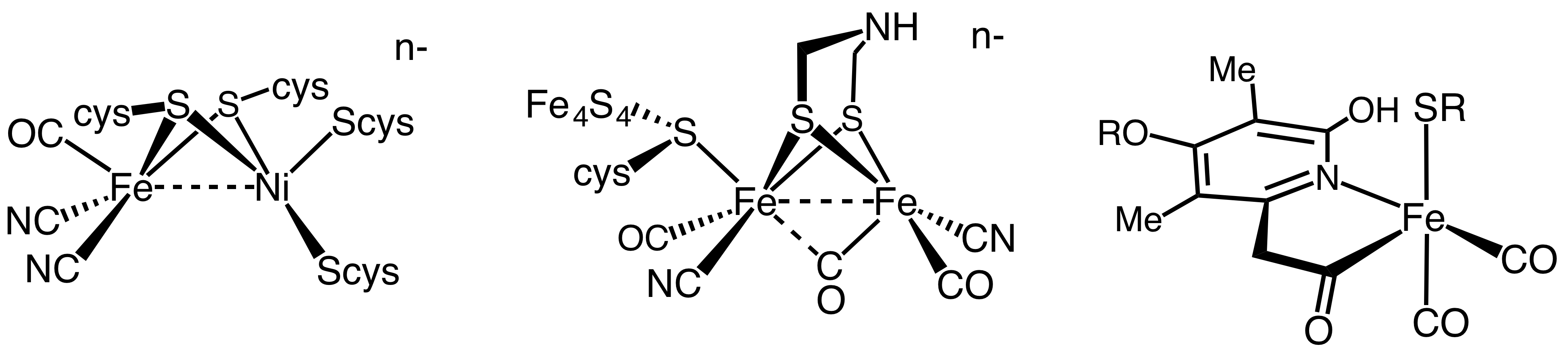
بنية المواقع النشطة لثلاثة أنواع من إنزيمات الهيدروجيناز.

تُحفِّزأنزيمات الهيدروجينازات تفاعلات امتصاص الهيدروجين (H₂)، وفي بعض الحالات يكون هذا التحفيز عكسيًا. تُعد هيدروجينازات [FeFe] و[NiFe] محفزات حقيقية لتفاعلات الأكسدة والاختزال، حيث تقوم بتسهيل أكسدة الهيدروجين (H₂) واختزال البروتون (H⁺) وفقًا للمعادلة (3). بالإضافة إلى ذلك، تُحفِّز هيدروجينازات [Fe] الانقسام غير المتجانس العكسي لجزيء H₂، كما هو موضح في التفاعل (4).

| H2 2 H+ + 2 e− | \| \| \| \| \| \| \| \| | (3 ) |
|                |                         |      |
|                |                         |      |

| H2 H+ + H− | \| \| \| \| \| \| \| \| | (4 ) |
|            |                         |      |
|            |                         |      |
على الرغم من الاعتقاد الأولي بأن تلك الأنزيمات "خالية من المعدن"، فإن هيدروجينازات [Fe] تحتوي فقط على الحديد (Fe) في موقعها النشط، لكنها لا تمتلك مجموعات من الحديد والكبريت. أما هيدروجينازات [NiFe] و[FeFe]، فتشترك في بعض الخصائص البنائية؛ إذ يحتوي كل إنزيم على موقع نشط وعدد قليل من مجموعات Fe-S المدفونة داخل البروتين. ويُعتقد أنذلك الموقع هو الموقع النشط، حيث يحدث التحفيز، يتكون الأنزيم من مجموعه [NiFe] و[FeFe] من تجمع معدنيأ أيضًا، حيث يتم أرتباط ( تنسيق) أيونات الحديد بواسطة ربيطات من أحادي أكسيد الكربون (CO) والسيانيد (CN⁻).